# Бандурченко Олег Миколайович
Оле́г Микола́йович Банду́рченко (3 грудня 1959 — 8 жовтня 2022) — командир мінометної батареї Збройних сил України, учасник російсько-української війни.

## Життєпис
Олег Миколайович народився 3 грудня 1959 року у м. Кам'янське. Проживав у м. Вільногірськ. Навчався у середній школі № 2. Після школи закінчив Вільногірський технікум, вивчився на електрика. Працював на Вільногірському ГМК спочатку електриком, потім енергетиком, головним інженером у КП «Жилсервіс», на заводі «ЗБВ». За 5 років в МЖК збудував житло для своєї родини.
Олег Миколайович завжди користувався заслуженим авторитетом і повагою у громаді. Обирався депутатом Вільногірської міської ради двох скликань.
Він з молодих років ніколи не залишався байдужим до подій, що відбуваються у суспільстві, до людських доль. Мабуть, саме тому 1989 року добровільно поїхав у Вірменію допомагати людям усувати наслідки потужного Спітакського землетрусу (тоді загинуло щонайменше 25 тисяч осіб, ще близько ста сорока тисяч стали інвалідами, 514 тисяч людей залишилися без даху над головою).
Олегові Бандурченку були близькими ідеї Помаранчевої революції. Саме завдяки йому і його однодумцям 2004 року прапор Вільногірська побував у Києві на Майдані серед тисяч прапорів — символів перемін.
Він вітав переломні зміни у державі 2013—2014 року. А з 2014 року, коли над країною нависла реальна загроза широкомасштабного вторгнення з боку Росії, без вагань пішов виборювати незалежність і територіальну цілісність України у зоні АТО та ООС.
З 2014-го року — в лавах ЗСУ. Командир першої мінометної батареї, 17 батальйон, 57 окрема мотопіхотна бригада ім. кошового отамана Костя Гордієнко.
Всі ці довгі роки Герой мужньо і звитяжно воював за свободу та мирне життя України. Пройшов шлях від простого солдата до штаб-сержанта, командира мінометної батареї однієї з наших військових частин, майже увесь час перебуваючи на офіцерських посадах.
Лютий 2022 року застав Олега Бандурченка на Донеччині, потім були військові дії в Луганській області, згодом їхню частину перекинули на херсонський напрямок.
8 жовтня 2022 року в бою за Херсон під час виконання бойових завдань в районі населеного пункту Давидів Брід Бериславського району Херсонської області Олег Миколайович Бандурченко загинув від отриманих травм, несумісних із життям.
У Олега Миколайовича залишилась дружина, троє дітей, двоє онуків, мати та сестра.
Прощання із загиблим відбулося 27 жовтня 2022 року у місті Вільногірськ біля Палацу культури та спорту «Металург».
Поховали Олега Бандурченка на Алеї Слави міського цвинтаря Вільногірська на Дніпропетровщині.

## Нагороди
За увесь час служби в рядах ЗСУ Олег Миколайович по праву відзначений державними нагородами:
- Відзнака «За службу державі» (1 вересня 2015)
- Нагрудний знак «Гідність та честь» (1 вересня 2015)
- Медаль «За оборону рідної держави» за мужність, самовідданість та зразкове виконання службового обов'язку (4 грудня 2015)
- Відзнака Міністерства оборони України — нагрудний знак «Знак пошани» (19 серпня 2016)
- Почесний нагрудний знак начальника Генерального штабу — Головнокомандувача ЗСУ «За взірцевість у військовій службі» ІІІ ступеня (13 березня 2017)
- Відзнака «Лицарський хрест родини Мазеп» (14 жовтня 2017)
- Державна нагорода України — орден «За мужність» ІІІ ступеня (1 листопала 2017)
- Почесний нагрудний знак командувача Сухопутних військ Збройних Сил України «За службу» (5 листопада 2017)
- Почесна відзнака «За мужність та відвагу» — почесна відзнака, встановлена Президентом України для відзначення особливих бойових заслуг, мужності, відваги та героїзму (7 серпня 2018)
- Вища відзнака — орден «Сталевий Хрест Непереможних» (11 жовтня 2018)
- Дві відзнаки командувача об'єднаних сил «Козацький хрест» ІІІ ступеня (21 квітня 2020)